# Jacoona
Jacoona là một chi bướm ngày thuộc họ Lycaenidae.